# Phytometra
Phytometra là một chi bướm đêm thuộc họ Erebidae. Chi này trước đây đã được xếp vào phân họ Phytometrinae trong họ Erebidae hoặc vào phân họ Calpinae trong họ Noctuidae.

## Các loài
- Phytometra africana (Snellen, 1872)
- Phytometra apicata Barnes & McDunnough, 1916
- Phytometra carnea (Prout A. E., 1922)
- Phytometra coniota (Hampson, 1926)
- Phytometra curvifera (Hampson, 1926)
- Phytometra duplicalis (Walker, 1866)
- Phytometra ernestinana Blanchard, 1840 – Ernestine's moth
- Phytometra euchroa Hampson, 1918
- Phytometra formosalis Walker, 1866
- Phytometra haemaceps (Hampson, 1910)
- Phytometra haematoessa (Hampson, 1910)
- Phytometra helesusalis (Walker, 1859)
- Phytometra heliriusalis (Walker, 1859)
- Phytometra hypopsamma (Hampson, 1926)
- Phytometra laevis Swinhoe, 1901
- Phytometra lentistriata (Hampson, 1910)
- Phytometra luna Zerny, 1927
- Phytometra magalium (Townsend, 1958)
- Phytometra nigrogemmea Romieux, 1943
- Phytometra nyctichroa (Hampson, 1926)
- Phytometra obliqualis Dyar, 1912
- Phytometra orgiae Grote, 1875
- Phytometra olivescens (Hampson, 1910)
- Phytometra opsiphora (Hampson, 1926)
- Phytometra ossea (Saalmüller, 1891)
- Phytometra pentheus (Fawcett, 1916)
- Phytometra pyralomima (Wiltshire, 1961)
- Phytometra rhodopa (Bethune-Baker, 1911)
- Phytometra rhodarialis Walker, 1859 – pink-bordered yellow moth
- Phytometra sacraria (Felder & Rogenhofer, 1874)
- Phytometra sanctiflorentis Boisduval, 1834
- Phytometra signifera (Hampson, 1926)
- Phytometra silona (Schaus, 1893)
- Phytometra subflavalis (Walker, 1865)
- Phytometra umbrifera (Hampson, 1910)
- Phytometra viridaria Clerck, 1759 – small purple-barred
- Phytometra zotica (Viette, 1956)

## Hình ảnh

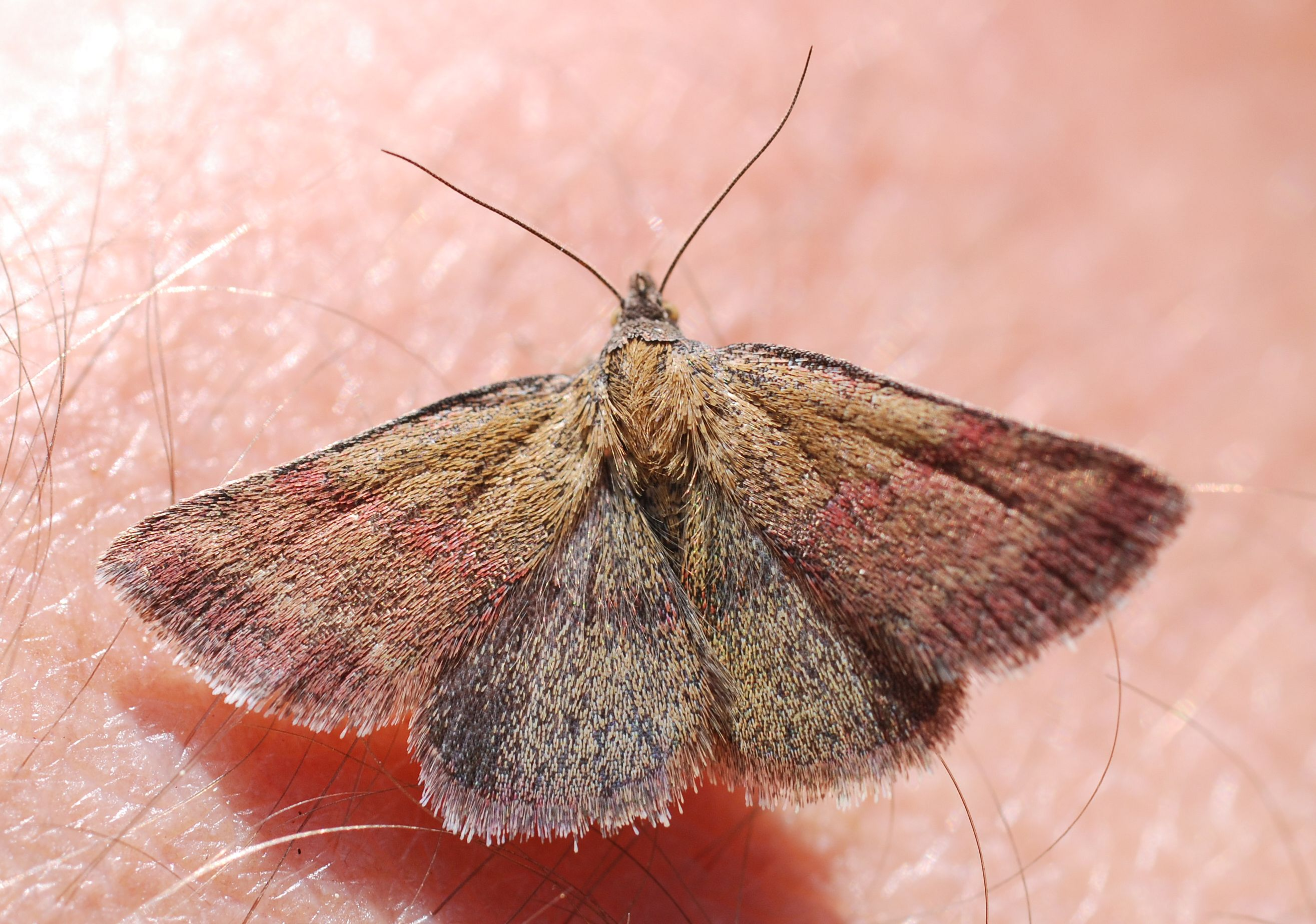